# Edwardów (powiat grójecki)
Edwardów – wieś sołecka w Polsce położona w województwie mazowieckim, w powiecie grójeckim, w gminie Chynów.
W latach 1975–1998 miejscowość należała administracyjnie do województwa radomskiego.
Urodził się tu Władysław Jagiełło – generał brygady ludowego Wojska Polskiego.